# The Muppets: A Green and Red Christmas
The Muppets: A Green and Red Christmas è un album a tema natalizio dei Muppet pubblicato il 17 ottobre 2006 da Walt Disney Records.

## Il disco
L'album è stato prodotto dalla Walt Disney Records e pubblicato su CD e su iTunes Store in formato digitale. Nel 2008 l'album ha vinto il Grammy Award per il "Miglior Album musicale per bambini". 
L'album è stato ripubblicato il 1º novembre 2011, come parte del marketing per promuovere il film I Muppet.

## Tracce
Edizione 2006
1. Dr. Denti e gli Electric Mayhem – Zat You, Santa Claus? – 2:34
2. Kermit e Miss Piggy – A Red and Green Christmas – 3:23
3. Rowlf il cane – The Christmas Party Sing-Along – 3:00
4. Pepe il Re dei Gamberi – Merry Christmas Baby – 2:45
5. Floyd e Animal – The Man with the Bag – 3:08
6. Miss Piggy – Santa Baby – 2:51
7. Gonzo e Rizzo il Ratto – It's the Most Wonderful Time of the Year – 2:52
8. Fozzie Bear e Statler e Waldorf – "North Pole Comedy Club" (Sketch) – 3:42
9. Dr. Denti e gli Electric Mayhem – Run, Run Rudolph – 3:09
10. lo Chef Svedese – Christmas Smorgasbord – 3:08
11. Miss Piggy – The Christmas Queen – 2:38
12. Kermit – Have Yourself a Merry Little Christmas – 3:49

Durata totale: 36:59
Tracce aggiuntive nell'edizione 2011
1. Gonzo e Fozzie – I Wish I Could Be Santa Claus – 2:24
2. Andrea Bocelli e i Muppet – Jingle Bells – 3:36

## Esecutori Muppet
- Steve Whitmire - Kermit, Rizzo il Ratto, Statler
- Eric Jacobson - Miss Piggy, Fozzie, Animal
- Dave Goelz - Gonzo, Statler, Zoot
- Bill Barretta - Pepe il Re dei Gamberi, Rowlf, Dr. Denti, lo Chef Svedese
- David Rudman - Janice
- John Kennedy - Floyd